# Josep Reduà
Josep Reduà [Raduà] (Flix, 1610-1615 - Barcelona, 1668-1670) fou un compositor barroc i abat del Monestir de Poblet. La seva doble faceta com a músic i eclesiàstic el converteix en una figura rellevant dins la història musical i religiosa de Catalunya al segle XVII.

## Biografia
Josep Raduà va néixer a Flix entre el 1610 i el 1615, en una família d'origen morisc. La seva formació musical podria haver començat en una capella local o en un centre eclesiàstic més gran. Va ingressar al Monestir de Poblet entre 1631 i 1636 com a novici i aviat va destacar per la seva activitat musical i administrativa.
Entre 1653 i 1657, exercí com a arxiver del monestir, i posteriorment fou nomenat síndic i ecònom del castell de Verdú. El 1660 se'l troba documentat com a prior del Monestir de Natzaret de Barcelona i implicat en la gestió del Monestir de Santa Maria de Valldonzella. Aquell mateix any, va ser encarregat del trasllat de les restes del fill del duc de Cardona des de Madrid fins a Poblet.
El 14 de setembre de 1664 fou elegit abat de Poblet, càrrec que ocupà fins al 1668. Durant aquest període, es convertí en visitador de l'orde del Cister a Catalunya i organitzà les exèquies de Felip IV d'Espanya.

## Context històric
Flix, durant el segle XVII, estava sota la jurisdicció del Consell de Cent de Barcelona i es trobava en una posició estratègica durant la Guerra dels Segadors (1640-1652). Aquest període va afectar profundament l’economia local, que depenia en gran part de l'agricultura i dels oficis artesans. A més, la població es va veure reduïda per l'expulsió dels moriscos i pels estralls de la guerra.
Durant aquesta època, el monestir de Poblet exercia una gran influència religiosa i política a Catalunya. Com a abat, Raduà va haver de gestionar els efectes de les guerres i els canvis en la jerarquia eclesiàstica. El trasllat de nobles a Poblet en aquest context reforçava la seva importància com a panteó reial i centre de poder cistercenc.

## Obra musical
Josep Raduà és autor de diverses composicions barroques, majoritàriament de caràcter religiós. D'entre les seves obres, destaquen diversos villancets i peces litúrgiques.
Les obres que han pogut arribar a les nostres mans són:
- Missa pro Defunctis (Biblioteca de Catalunya, “Fons Verdú”, M 1637-IV-V-VI).
- Lauda Jerusalem (Biblioteca de Catalunya, “Fons Verdú”, M 1168 i M 1637-IV).
- Laudate Pueri (Biblioteca de Catalunya, “Fons Verdú”, M 1168 i M 1637-IV-VI).
- Dixit Dominus (Biblioteca de Catalunya, “Fons Verdú”, M 1168).
- Magnificat (Biblioteca de Catalunya, “Fons Verdú”, M 1168).
- Tristis est anima mea (Biblioteca de Catalunya, “Fons Verdú”, M 1168).
- O admirable Sacramento (Biblioteca de Catalunya, “Fons Verdú”, M 1168).
- O Mors (Biblioteca de Catalunya, “Fons Verdú”, M 1637-IV-VI).
- Parce mihi Domine (Biblioteca de Catalunya, “Fons Verdú”, M 1637-IV-V-VI).
- Entre pajas llora el alba (Biblioteca de Catalunya, “Fons Verdú”, M 1637-IV).
- Este sí que es senyores grande milagro (Biblioteca de Catalunya, “Fons Verdú”, M 1637-III).
- Vaya señores de xácara (Biblioteca de Catalunya, M 748/4).
- Hagan salva las trompetillas (Biblioteca de Catalunya M 759/17; Arxiu Diocesà d’Urgell, «Fons Agramunt», ADU: UR Agramunt 1600-1800, UI 526, n. 23).
- A la mesa del altar (Biblioteca de Catalunya, M 771/27).
- Orraÿ cat de bius (Arxiu Diocesà d’Urgell, “Fons Agramunt”, ADU: UR Agramunt 1600-1700, UI 527, n. 72).

Com a part d'un projecte de recerca, s'han transcrit deu de les seves obres i s'ha realitzat un concert per a la seva interpretació. Per a consultar les seves obres escrites vegeu l'apartat d'enllaços externs.

## Paper com a abat de Poblet
Josep Raduà va ser elegit abat de Poblet el 14 de setembre de 1664, càrrec que va ocupar fins al 14 de setembre de 1668. Durant aquest període, va exercir un paper clau en l'administració del monestir i en la supervisió de les comunitats cistercenques a Catalunya. La seva experiència prèvia com a arxiver, síndic i ecònom al castell de Verdú, així com la seva llarga trajectòria al monestir segurament van ser factors decisius per a la seva elecció.
Com a abat, Raduà va ser nomenat visitador de l'orde del Cister a Catalunya, una posició que implicava la supervisió espiritual i administrativa de les comunitats religioses de la regió. Aquesta responsabilitat reflecteix la confiança que es dipositava en ell i la seva capacitat per gestionar qüestions complexes dins de l'Església.
Un dels esdeveniments més destacats del seu mandat va ser l'organització de les exèquies de Felip IV d'Espanya, celebrades amb gran solemnitat a Poblet el 1665. Raduà va dirigir les cerimònies, que incloïen misses, responsos i tocs de campanes, demostrant la importància del monestir com a centre religiós i polític.
A més, Raduà va mantenir relacions amb la noblesa i la monarquia. El 1667, va viatjar a Barcelona per donar la benvinguda al duc d'Ossuna, nou virrei de Catalunya, i va participar en les negociacions entre Poblet i el monestir de Valldonzella sobre l'antic priorat de Natzaret.
El seu mandat com a abat va estar marcat per una gestió estable i eficient, sense incidents greus, i va contribuir a consolidar el prestigi de Poblet com a institució religiosa i cultural. Després de la seva abadia, Raduà va morir a Barcelona entre 1668 i 1670, deixant un llegat significatiu com a músic i líder religiós.

## Concert de redescobriment
Com a part del projecte de recerca de Martí Sabaté Puchol, es va organitzar un concert per interpretar les obres transcrites de Josep Raduà. L'acte es va celebrar a l'església de Flix el 22 de desembre de 2024 i va comptar amb la participació de l'Orfeó de Flix i altres músics especialitzats en música antiga.
Es van interpretar les obres de A la mesa del Altar i Magnificat. Aquestes dues es poden consultar a YouTube.
A la mesa del Altar
Magnificat